# Земя Александър I
Земя Александър І (на английски: Alexander I Land; на руски: Земля Александра І) е най-големият остров по крайбрежието на Антарктида с площ 49 070 km2. Разположен е в море Белингсхаузен, западно от Антарктическия полуостров, от който е отделен чрез шелфовия ледник Джордж VI. Простира се от 68°12’ до 72°48’ ю.ш. и от 68°14’ до 75°48’ з.д. Дължина от север на юг 378 km, ширина до 200 km.
Островът има форма на буква „З“ със сравнително праволинейно източно и силно разчленено западно крайбрежие. Ту далеч на запад се простира големия полуостров Бетовен, като северно и южно от него са разположени шелфовите ледници Уилкинс и Бах съответно. В шелфовия ледник Уилкинс се намират ледените заливи Хайдн и Шуберт, в шелфовия ледник Бах – Вебер, Бокерини и Стравински, а по северозападното крайбрежие на полуостров Бетовен – ледените заливи Менделсон, Брамс и Верди. На северозападното крайбрежие на острова е залива Лазарев, а на североизточното – Шокалски. Западно от Земя Александър І са разположени по-малките острови Шарко, Латади. и Ротшилд.
Релефът на острова е предимно планински. Целият е покрит с дебела ледена броня, над която стърчат отделни оголени скали и нунатаки части от планините Ле Мей на юг, Колберт в средата и Дъглас на север. В последната се издига връх Стонингтън 2987 m, най-високата точка на острова. От тези планини, основно в източна посока, към шелфовия ледник Джордж VI се спускат планински ледници – Сибелиус, Грото, Уран, Нептун, Сатурн и др.
Северното крайбрежие на Земя Александър І между носовете Восток на запад и Руски на изток е открито на 28 януари 1821 г. от руската експедиция на Фадей Белингсхаузен и Михаил Лазарев, които го наименуват в чест на тогавашния руски император – Александър I. До януари 1937 г. се счита, че Земя Александър І е част от материка, когато австралийският антарктически изследовател Джон Раймил открива шелфовия ледник Джордж VI, като по този начин доказва, че Земя Александър І е остров. На острова се намира планината Софийски университет, кръстена на едноименния университет в България. Друга забележителност на острова е езерото Хогсън.
На Земя Александър І се намира британската изследователска станция Фосил Блъф. Териториални претенции към острова предявяват Великобритания, Чили и Аржентина.